# Federico Baschirotto
Federico Baschirotto (Isola della Scala, 20 settembre 1996) è un calciatore italiano, difensore della Cremonese.

## Biografia
Suo fratello minore Francesco è anch'egli un calciatore.

## Caratteristiche tecniche
Difensore duttile, può essere impiegato sia da centrale sia come terzino, è possente e dotato di una buona capacità di corsa, oltre ad avere un discreto senso del gol.

## Carriera

### Club

#### Gli inizi
Inizia a giocare a calcio all'età di 5 anni, nel Nogara, per poi trasferirsi nel settore giovanile del Chievo all'età di 12 anni. Tornato al vivaio del Nogara dopo un solo anno, vi milita per due ulteriori stagioni, per poi approdare al vivaio del Legnago nel 2012.
Debutta in Serie D all'età di 17 anni proprio con il Legnago, prima di essere tesserato nel 2014 dalla Cremonese, che gli fa sottoscrivere un contratto quadriennale e lo inserisce nella rosa della squadra Berretti. Il 21 agosto 2015 passa a titolo temporaneo al Seregno, poi trascorre in prestito anche le stagioni successive con Forlì e Cuneo. Nel 2018 si trasferisce alla Vigor Carpaneto, ritornando così nella quarta serie. Nel 2019 torna in Serie C, tesserato dalla Viterbese, con cui si mette in mostra come uno dei migliori difensori del campionato.

#### Ascoli
Il 27 luglio 2021 viene acquistato dall'Ascoli, con cui firma un contratto biennale e disputa il campionato di Serie B 2021-2022, chiudendolo con quattro reti segnate.

#### Lecce
Il 12 luglio 2022 viene ceduto al Lecce, neopromosso in Serie A. Il 13 agosto seguente esordisce in massima serie, nella partita casalinga contro l'Inter, persa per 1-2. Il 9 novembre seguente segna la sua prima rete in Serie A, aprendo le marcature nel successo casalingo per 2-1 sull'Atalanta, mentre il 26 gennaio 2025, nella partita di campionato persa in casa contro l'Inter (0-4), mette a referto la centesima presenza con la maglia del Lecce. Con i salentini totalizza 116 presenze e mette a segno 5 reti in un triennio.

#### Cremonese
Il 29 luglio 2025 torna alla Cremonese, neopromossa in Serie A.

### Nazionale
Preconvocato dal CT Roberto Mancini per la fase finale della UEFA Nations League 2022-2023, viene escluso dalla lista definitiva dei convocati per la final four della manifestazione.

## Statistiche

### Presenze e reti nei club
Statistiche aggiornate al 26 maggio 2025.
| Stagione         | Squadra          | Campionato       | Campionato | Campionato | Coppe nazionali | Coppe nazionali | Coppe nazionali | Coppe continentali | Coppe continentali | Coppe continentali | Altre coppe | Altre coppe | Altre coppe | Totale | Totale |
| Stagione         | Squadra          | Comp             | Pres       | Reti       | Comp            | Pres            | Reti            | Comp               | Pres               | Reti               | Comp        | Pres        | Reti        | Pres   | Reti   |
| ---------------- | ---------------- | ---------------- | ---------- | ---------- | --------------- | --------------- | --------------- | ------------------ | ------------------ | ------------------ | ----------- | ----------- | ----------- | ------ | ------ |
| 2013-2014        | Legnago          | D                | 30         | 0          | CI-D            | ?               | ?               | -                  | -                  | -                  | -           | -           | -           | 30     | 0      |
| 2014-2015        | Cremonese        | LP               | 0          | 0          | CI+ CI-LP       | 0               | 0               | -                  | -                  | -                  | -           | -           | -           | 0      | 0      |
| 2015-2016        | Seregno          | D                | 34+2       | 1          | CI-D            | 2               | 0               | -                  | -                  | -                  | -           | -           | -           | 38     | 1      |
| 2016-2017        | Forlì            | LP               | 10         | 0          | CI-LP           | 1               | 0               | -                  | -                  | -                  | -           | -           | -           | 11     | 0      |
| 2017-2018        | Cuneo            | C                | 22+1       | 1          | CI-C            | 1               | 0               | -                  | -                  | -                  | -           | -           | -           | 24     | 1      |
| 2018-2019        | Vigor Carpaneto  | D                | 32         | 2          | CI-D            | 1               | 0               | -                  | -                  | -                  | -           | -           | -           | 33     | 2      |
| 2019-2020        | Viterbese        | C                | 27         | 0          | CI+CI-C         | 1+0             | 0               | -                  | -                  | -                  | -           | -           | -           | 28     | 0      |
| 2020-2021        | Viterbese        | C                | 31         | 4          | -               | -               | -               | -                  | -                  | -                  | -           | -           | -           | 31     | 4      |
| Totale Viterbese | Totale Viterbese | Totale Viterbese | 58         | 4          |                 | 1               | 0               |                    | -                  | -                  |             | -           | -           | 59     | 4      |
| 2021-2022        | Ascoli           | B                | 30+1       | 4          | CI              | 1               | 0               | -                  | -                  | -                  | -           | -           | -           | 32     | 4      |
| 2022-2023        | Lecce            | A                | 37         | 3          | CI              | 1               | 0               | -                  | -                  | -                  | -           | -           | -           | 38     | 3      |
| 2023-2024        | Lecce            | A                | 37         | 0          | CI              | 2               | 0               | -                  | -                  | -                  | -           | -           | -           | 39     | 0      |
| 2024-2025        | Lecce            | A                | 38         | 2          | CI              | 1               | 0               | -                  | -                  | -                  | -           | -           | -           | 39     | 2      |
| Totale Lecce     | Totale Lecce     | Totale Lecce     | 112        | 5          |                 | 4               | 0               |                    | -                  | -                  |             | -           | -           | 116    | 5      |
| 2025-2026        | Cremonese        | A                | 0          | 0          | CI              | 0               | 0               | -                  | -                  | -                  | -           | -           | -           | 0      | 0      |
| Totale Cremonese | Totale Cremonese | Totale Cremonese | 0          | 0          |                 | 0               | 0               |                    | -                  | -                  |             | -           | -           | 0      | 0      |
| Totale carriera  | Totale carriera  | Totale carriera  | 328+4      | 17         |                 | 11              | 0               |                    | -                  | -                  |             | -           | -           | 343    | 17     |